# Steve Ellis (cantante)
Stephen John Ellis (Edgware, 7 de abril de 1950) es un cantante inglés de rock y pop, reconocido principalmente por su colaboración con la banda Love Affair.

## Carrera
Con Love Affair publicó exitosas canciones como "Everlasting Love", "A Day Without Love", "Rainbow Valley" y "Bringing On Back the Good Times". Abandonó la agrupación en diciembre de 1969 para iniciar una carrera en solitario. Se refirió de la siguiente manera a su experiencia con Love Affair: "Nunca llegamos a ser grandes en ningún otro lugar excepto Gran Bretaña y creo que si hubiéramos empezado a tener éxito en Estados Unidos, yo no me habría ido". A principios de la década de 1970 formó la banda Ellis, una asociación de corta duración con el tecladista Zoot Money. Otros miembros incluyeron al exguitarrista de Peter Bardens Andy Gee; al exbajista de Fat Mattress Jimmy Leverton, luego reemplazado por Nick South; y al baterista Dave Lutton. El grupo lanzó dos álbumes, Riding on the Crest of a Slump en 1972 y Why Not? el año siguiente.
Posteriormente, Ellis tuvo un éxito limitado con la banda de rock Widowmaker, lanzando el álbum Widowmaker en 1976. Ellis actuó en vivo con The New Amen Corner en el año 2013 y publicó un álbum en solitario en Decon Records, titulado The Best of Days.